# Z. Németh István
Z. Németh István (Komárom, 1969. március 28.) felvidéki magyar költő.

## Élete
1983–1987 között a Komáromi Magyar Tanítási Nyelvű Gimnáziumban tanult, majd 1987–1991 között Nyitrán végezte a Pedagógiai Fakultást alapiskolai alsó tagozatra.
1991–1993 között a Komáromi Munka Utcai Alapiskola pedagógusa, majd 1993–1994-ben az Irodalmi Szemle, 1994-ben az AB-ART Kiadó szerkesztője volt. 1997–1998-ban befektetési tanácsadó, 2000-től a csallóközaranyosi Kóczán Mór Magyar Tanítási Nyelvű Alapiskola és Óvoda pedagógusa.
1992-től Szlovákiai Magyar Írók Társasága (2009-2015 között választmányi tag), illetve a Magyar Pen Club tagja. 2011-től a Szőrös Kő című irodalmi folyóirat, illetve a Szőrös Kő Online szerkesztője.

## Elismerései
- 1994 A Szlovák Irodalmi Alap Madách-nívódíja (Könnyűnek hitt ébredés verseskötetért)
- 1998 A Szlovák Irodalmi Alap Madách-nívódíja (Feküdj végig a csillagokon regényért)
- 2013 Simkó Tibor-díj
- 2020 Forbáth Imre-díj[1]
- 2021 Talamon Alfonz-díj[2]

## Művei
- Rózsa és rúzs. Versek. Nap, Dunaszerdahely, 1992
- Hétre hét, hóra hó. Gyermekversek. Lilium Aurum, Dunaszerdahely, 1992
- Könnyűnek hitt ébredés. Versek. Kalligram, Pozsony, 1993
- Hócompóc bohócai. Gyermekszínművek. AB-ART, Pozsony, 1994
- Alfa felügyelő színre lép. Krimiparódia. AB-ART, Pozsony, 1996
- Gyerkőce. Gyermekversek. Barbaprint, Pozsony, 1996
- Noémi bárkája. Novellák. Kalligram, Pozsony, 1996
- Feküdj végig a csillagokon. Regény. AB-ART, Pozsony, 1997
- Lélegzet. Versek. AB-ART, Pozsony, 1999
- Nincs meneqés. Irodalmi paródiák. AB-ART, Pozsony, 2001
- Rulett. Versek. Méry Ratio, Somorja, 2001
- Tündérvirág. Gyermekversek. AB-ART, Pozsony, 2004
- Triatlon. Válogatott és új versek. Plectrum, Losonc, 2004
- Anticitrom. Humoreszkek. Lilium Aurum, Dunaszerdahely, 2006
- Kis magyar cyberpunk. Lilium Aurum, Dunaszerdahely, 2007
- Hemperkőc. Gyermekversek. Plectrum. Fülek, 2007
- Epercsutka, fagombóc; Madách-Posonium, Pozsony, 2009
- Kibertér, végállomás. AB-ART, 2010
- Vidd el Lindát szörfözni, AB-ART, 2011
- Égimeszelő. Gyermekversek. Lilium Aurum, Dunaszerdahely, 2011
- Zengőrét meséi. Mesék, Lilium Aurum, Dunaszerdahely, 2012
- Tigrisbukfenc. Gyermekversek. AB-ART, Ekecs, 2013
- Csipetnyi fény. Új versek, 2012–2018; Vámbéry Polgári Társulás, Dunaszerdahely, 2019
- A királyficsúr újabb kalandjai; AB ART, Budapest, 2020
- Csillag voltál álmomban; Vámbéry Polgári Társulás, Dunaszerdahely, 2021
- A hencegő óriás és más mesék; ill. Balázsy Géza; Vámbéry Polgári Társulás, Dunaszerdahely, 2022
- Éjszaka a szaunában. Új versek, 2018–2023; Vámbéry Polgári Társulás, Dunaszerdahely, 2023